# Jerzy Polaczek
Pour les articles homonymes, voir Pollaczek.
Jerzy Jan Polaczek, né le 24 août 1961 à Piekary Śląskie, est un homme politique polonais membre de Droit et justice (PiS). Il est ministre des Travaux publics et des Transports entre octobre 2005 et mai 2006, puis ministre des Transports jusqu'en novembre 2007.

## Biographie
En 1990, il est élu au conseil municipal de Piekary Śląskie, où il devient aussitôt adjoint du bourgmestre, et à la diétine de la voïvodie de Katowice. Il adhère en 1994 à la Coalition conservatrice (KK), dont il occupe alors la présidence régionale.
Au cours des élections législatives du 21 septembre 1997, il est élu député à la Diète dans la circonscription de Katowice, avec 6 675 votes préférentiels, sous les couleurs de la coalition Alliance électorale Solidarité (AWS). Il intègre ensuite la direction du groupe parlementaire, et démissionne de son mandat régional.
S'il est réélu conseiller municipal en novembre 1998, il n'est pas reconduit comme adjoint du bourgmestre de Piekary Śląskie. En 1999, il quitte la KK et adhère au Parti conservateur-populaire (SKL), dont il devient le président dans la nouvelle voïvodie de Silésie.
En mars 2001, il fait partie d'un courant minoritaire du SKL qui refuse d'intégrer la Plate-forme civique (PO). Il décide alors de rejoindre Droit et justice. 
À nouveau candidat dans la circonscription de Katowice aux élections législatives du 23 septembre 2001, il est réélu avec 18 672 suffrages de préférence. Il conserve son mandat lors des élections législatives du 25 septembre 2005 avec 39 335 voix préférentielles, ce qui constitue le meilleur résultat de la circonscription.
Le 31 octobre, Jerzy Polaczek est nommé ministre des Transports et des Travaux publics dans le gouvernement minoritaire du conservateur Kazimierz Marcinkiewicz. À l'occasion du remaniement ministériel du 5 mai 2006, il devient simplement ministre des Transports. Il est reconduit le 14 juillet, lorsque Jarosław Kaczyński accède au pouvoir.
Au cours des élections législatives anticipées du 21 octobre 2007, il parvient à conserver son mandat en engrange alors 56 018 votes préférentiels, soit son meilleur score personnel mais deux fois moins que Kazimierz Kutz, candidat de la PO. Il démissionne en novembre du comité politique de PiS, puis il quitte le parti en décembre. Il rejoint le groupe parlementaire « Pologne XXI » en octobre 2008. En janvier 2010, il participe à la fondation du parti de centre droit Pologne Plus (P+), dont il est alors désigné président.
Finalement, il décide de retourner au sein de Droit et justice dès le mois de novembre suivant. Il est donc de nouveau candidat aux élections législatives du 9 octobre 2011, totalisant seulement 22 310 suffrages de préférence, nettement distancé par la ministre de l'Éducation nationale Krystyna Szumilas. Au cours des élections législatives du 25 octobre 2015, il est une nouvelle fois élu à la Diète, avec 18 429 voix préférentielles, soit le quatrième score de la circonscription de Katowice, étant notamment devancé par deux candidats de PiS.